# Supa barbetta
La supa barbetta o zuppa valdese è un primo piatto tradizionale delle valli valdesi, in Piemonte (Italia) a base di brodo di maiale e gallina, pane raffermo o grissini, toma e formaggio grattugiato.

## Storia
La supa barbetta veniva cucinata durante i giorni della macellazione del maiale e prende il nome dalla parola barba (zio), utilizzato dai valdesi in epoca medievale per indicare i predicatori al posto del più abituale "padre" (i valdesi ritenevano infatti che tale titolo potesse spettare soltanto a Dio). In seguito, il termine è venuto a identificare per estensione i valdesi, che erano spesso barbuti. Oggi la supa barbetta è la più nota ricetta delle valli valdesi e viene consumata a Natale. La zuppa valdese viene a volte seguita dalla prustinega, un'altra preparazione tradizionale a base di frattaglie stufate.